# Rachispoda subulata
Rachispoda subulata är en tvåvingeart som beskrevs av Wheeler 1995. Rachispoda subulata ingår i släktet Rachispoda och familjen hoppflugor. Inga underarter finns listade i Catalogue of Life.